# Hyrtacus caurus
Hyrtacus caurus är en insektsart som först beskrevs av Johann Gottlieb Otto Tepper 1905.  Hyrtacus caurus ingår i släktet Hyrtacus och familjen Phasmatidae. Inga underarter finns listade i Catalogue of Life.